# Anna Kubik
Pour les articles homonymes, voir Kubik.
Dans le nom hongrois Kubik Anna, le nom de famille précède le prénom, mais cet article utilise l’ordre habituel en français Anna Kubik, où le prénom précède le nom.
Anna Kubik est une actrice hongroise, née le 8 janvier 1957 à Ősi.
Elle a été notamment distinguée du prix Kossuth en 2011.

## Biographie
Anna Kubik est diplômée de l'École supérieure d'art dramatique et cinématographique (Színház- és Filmművészeti Főiskola) de Budapest en 1981.
Actrice à la fois au théâtre, au cinéma et à la télévision, elle a aussi doublé en hongrois plusieurs films et séries télévisées étrangers, comme La Marche de l'empereur, NCIS : Enquêtes spéciales ou Shutter Island.